# Meždurečensk (Kemerovská oblast)
Meždurečensk (rusky Междуреченск) je město v Kemerovské oblasti v Ruské federaci. Při sčítání lidu v roce 2010 mělo přes sto tisíc obyvatel.

## Poloha
Meždurečensk leží na řece Tomu, přítoku Obu. Od Novokuzněcku, největšího města oblasti, je vzdálen zhruba 60 kilometrů na východ, od Kemerova, správního střediska oblasti, zhruba 312 kilometrů na jihovýchod.

### Doprava
Meždurečensk má železniční stanici na trati spojující Novokuzněck s Abakanem.

## Dějiny
Meždurečensk byl založen v roce 1948 a městem je od roku 1955.
Dne 23. března 1994 se v lesích přibližně dvacet kilometrů jihovýchodně od města zřítil let Aeroflotu 593, přičemž všech 75 osob na palubě zahynulo.